# Moacyr Góes
Moacyr Góes (Natal, 23 de outubro de 1961) é um roteirista e diretor de cinema e teatro brasileiro. É filho do educador e historiador Moacyr de Góes e irmão do ator Leon Góes.

## Atuação no cinema

### Como diretor
- 2003 - Dom
- 2003 - Maria - Mãe do Filho de Deus
- 2003 - Xuxa Abracadabra
- 2004 - Um Show de Verão
- 2004 - Irmãos de Fé
- 2004 - Xuxa e o Tesouro da Cidade Perdida
- 2005 - Xuxinha e Guto contra os Monstros do Espaço
- 2006 - Trair e Coçar É só Começar
- 2007 - O Homem Que Desafiou o Diabo
- 2009 - Destino
- 2013 - Bonitinha, mas Ordinária
- 2017 - Gabeira (documentário)[1]

### Como roteirista
- 2003 - Dom
- 2003 - Maria - Mãe do Filho de Deus
- 2004 - Irmãos de Fé
- 2007 - O Homem Que Desafiou o Diabo

## Atuação na televisão

### Como diretor
- 1999 - Suave Veneno
- 2000 - Laços de Família

## Teatro
- 1994 - Peer Gynt. Estreia no Teatro Glória (Rio de Janeiro), em abril de 1994, uma produção da Prefeitura da cidade do Rio de Janeiro, Secretaria Municipal de Cultura, sob direção de Moacyr Góes, tendo no elenco: José Mayer, Ivone Hoffman, Patrícia França, Letícia Spiller, Marília Pêra, Paula Lavigne, Ítalo Rossi, Floriano Peixoto.[2]

- 2014 - Ibsen Venusianas. Estreia no Rio de Janeiro, com direção de Moacyr Góes e atuação de Tânia Pires Abrão. Produção da Talu Produções, como parte do projeto premiado pelo Ibsen Scholarships, concedido pelo Ministério da Cultura da Noruega.